# Renous 12
Renous 12 är ett reservat i Kanada.   Det ligger i provinsen New Brunswick, i den östra delen av landet, 800 km öster om huvudstaden Ottawa.
I omgivningarna runt Renous 12 växer i huvudsak blandskog. Runt Renous 12 är det mycket glesbefolkat, med 3 invånare per kvadratkilometer.